# 学習性無力感
学習性無力感（がくしゅうせいむりょくかん、英: Learned helplessness）とは、長期にわたってストレスの回避困難な環境に置かれた人や動物は、その状況から逃れようとする努力すら行わなくなるという現象である。他の訳語に学習性絶望感、獲得された無力感、学習性無気力がある。
なぜ罰されるのか分からない（つまり非随伴的な）刺激が与えられる環境によって、「何をやっても無駄だ」という認知を形成した場合に、学習に基づく無力感が生じ、それはうつ病に類似した症状を呈する。1967年にマーティン・セリグマンらのオペラント条件づけによる動物実験での観察に基づいて提唱され、1980年代にはうつ病の無力感モデルを形成した。

## 歴史
心理学者のマーティン・セリグマンが、1960年代にリチャード・ソロモンの元で学生生活をしていた時期に思いつき、それ以来10年間近くの研究をもとに発表した。抵抗や回避の困難なストレスと抑圧の下に置かれた犬は、その状況から「何をしても意味がない」ということを学習し、逃れようとする努力すら行わなくなるというものである。
学習性無力感は、1967年にセリグマンとマイヤーが犬に対して条件付けを用いて行った研究によって提唱された。また別の1967年の論文の、実験の内容は以下である。
犬を以下の3つの群に分け、オペラント条件づけに従って、電撃回避学習を課した。
- 頭部を動かすと電撃を停止できる群。
- 第一統制群：パートナーが受ける電撃を同様に受ける。
- 第二統制群：電撃を受けない。

第一統制群の、自分では電撃を停止できない犬は、回避行動をとらず、電撃を受け続けた。こうした実験によって非随伴的な刺激が与えられる環境によって、何をやっても無駄だ、統制不能だという認知を形成した場合に、学習に基づく無力感が生じるとし、学習性無力感が提唱されたのである。
続いて、サカナ、ネズミ、ネコ、サル、ヒトでも、適応的な反応を起こさなくすることが、実験にて観察され、その学習性無力感の症状が、うつ病の症状に類似しているとされた。
セリグマンは、1975年には、人間も加えた研究を加えて、うつ病の無力感モデルの理論的な基礎を形成し、1980年代にはその治療や予防に関しても、学習性無力感とうつ病とで比較し、それら二項間における内容はほぼ同様である。
1990年代には、セリグマンは楽観主義についてより多く執筆した。セリグマンは、2000年ごろにはポジティブ心理学を提唱する。
その後も研究し続けており、2016年に論文「学習性無力感の50年：神経科学からの洞察」を発表した。

## 症状
長期に渡り、人が監禁されたり、暴力を振るわれたり、自分の尊厳や価値がふみにじられる（主として、いじめやモラルハラスメントに代表される人格否定）場面に置かれた場合、次のような徴候が現れるという。
1. 被験者は、その圧倒的に不愉快なストレスが加えられる状況から、自ら積極的に抜け出そうとする努力をしなくなる。
2. 実際のところ、すこしばかりの努力をすれば、その状況から抜け出すのに成功する可能性があったとしても、努力すれば成功するかもしれないという事すら考えられなくなる（言い換えると、長年受けた仕打ちによる反動で、どんな可能性さえも「無駄な努力」と断じ、自発的行動を全くしなくなる）。
3. ストレスが加えられる状況、又ストレッサーに対して何も出来ない、何も功を奏しない、苦痛、ストレス、ストレッサーから逃れられないという状況の中で、情緒的に混乱をきたす。

人の行動は、良かれ悪しかれ何らかの学習の成果として現れてくるものである、という学習理論を土台とした理論である。拉致監禁の被害者や長期の家庭内虐待の被害者、学校での学歴信仰やいじめ、会社などでのモラルハラスメントや、いわゆるブラック企業に雇用され低賃金で過酷な労働を強いられ続けながらも自ら進んで退職しない者が一定数居ることなど、行動の心理的根拠を説明する理論として、注目されている。

## 伝染
ある人が、他の第三者がコントロール不可能な状況に陥っていることを観察することによって、無力感を学習する。アルバート・バンデューラの提唱したモデリングの例である。動物でなく人間においては、集団的無力感も起こり、小さなグループが解決不可能な問題に対して無力となった場合に、他のグループさえも解決可能な問題の解決に失敗する。

## 治療
セリグマンらは、学習性無力感における「反応しても無駄であるという信念」を変える方法に認知行動療法を挙げている。人間で効果が確認されている方法は、自尊心を回復したり、行動随伴性を示したり、失敗は別の理由で起こったと説明し励ましたりすることである。

## 特別支援教育における問題
特別支援教育のなかで、特に（身体虚弱者を含む）病弱者に関する教育領域において、近年では「学習性無気力」が注目されている。
病弱な児童・生徒は、生活規制のために一般的な学校での学習活動ができず、また院内学級や訪問学級で対応するにも限界がある。加えて、教師との1対1での授業になりがちであるため、学習成果をほかの場で発揮する機会も相応に制限されてしまう。こういった状態で失敗を繰り返す場合、学習成果が出ない・学習をしても無駄だと考える状況、いわば失敗のループに陥ってしまいがちになる。これを特別支援教育の場では「学習性無気力」と呼んでいる（ただし、陥るのは病弱者とは限らない点に注意）。
対応としては、他の学校の児童・生徒と交流する場を設けることを含め、成功体験を積み重ねるための場を設けるように周囲が配慮することが、それら児童・生徒のQOL向上にもつながると考えられている。